# Бей-В'ю (Огайо)
Бей-В'ю (англ. Bay View) — селище (англ. village) в США, в окрузі Ері штату Огайо. Населення — 608 осіб (2020).

## Географія
Бей-В'ю розташований за координатами 41°28′10″ пн. ш. 82°49′27″ зх. д. / 41.46944° пн. ш. 82.82417° зх. д. (41.469332, -82.824171).  За даними Бюро перепису населення США в 2010 році селище мало площу 0,72 км², з яких 0,72 км² — суходіл та 0,00 км² — водойми.

## Демографія
Згідно з переписом 2010 року, у селищі мешкали 632 особи в 279 домогосподарствах у складі 172 родин. Густота населення становила 878 осіб/км².  Було 342 помешкання (475/км²).
Расовий склад населення:
| - 96,8 % — білих - 0,9 % — корінних американців - 0,8 % — азіатів - 0,3 % — чорних або афроамериканців |

До двох чи більше рас належало 1,1 %. Частка іспаномовних становила 0,5 % від усіх жителів.
За віковим діапазоном населення розподілялося таким чином: 19,5 % — особи молодші 18 років, 61,2 % — особи у віці 18—64 років, 19,3 % — особи у віці 65 років та старші. Медіана віку мешканця становила 47,7 року. На 100 осіб жіночої статі у селищі припадало 98,7 чоловіків;  на 100 жінок у віці від 18 років та старших — 101,2 чоловіків також старших 18 років.
Середній дохід на одне домашнє господарство  становив 56 557 доларів США (медіана — 42 159), а середній дохід на одну сім'ю — 74 006 доларів (медіана — 62 500). Медіана доходів становила 40 192 долари для чоловіків та 33 438 доларів для жінок. За межею бідності перебувало 6,4 % осіб, у тому числі 8,1 % дітей у віці до 18 років та 2,7 % осіб у віці 65 років та старших.
Цивільне працевлаштоване населення становило 281 осіб. Основні галузі зайнятості: виробництво — 22,1 %, освіта, охорона здоров'я та соціальна допомога — 21,0 %, мистецтво, розваги та відпочинок — 10,3 %, публічна адміністрація — 8,2 %.